# 1483 en littérature
| Années de la littérature : 1480 - 1481 - 1482 - 1483 - 1484 - 1485 - 1486    |
| Décennies de la littérature : 1450 - 1460 - 1470 - 1480 - 1490 - 1500 - 1510 |

Cet article présente les faits marquants de l'année 1483 en littérature.

## Parutions
- Première édition imprimée de De ruina et reparatione Ecclesiæ de Nicolas de Clamanges sous le titre De corrupto Ecclesiæ statu par Johannes Koelhoff à Cologne[1].
- Les décades historiques du déclin de l'Empire Romain, de Flavio Biondo de Forlì, l'un de ses ouvrages historiques les plus importants rédigé entre 1439 et 1453, est publié à Venise[2].

- Première édition de Morgante, poème chevaleresque burlesque, de Luigi Pulci[3].

- Publication partielle de Orlando innamorato (Roland amoureux), poème épique des aventures de Roland laissé inachevé par le poète italien Matteo Maria Boiardo. L’Arioste reprendra le poème en 1516 pour écrire son Roland furieux[4].

## Naissances
- François Rabelais (date supposée), écrivain français (mort en 1553).